# LNB Pro A de 2022–23
A Liga Francesa de Basquetebol de 2022–23 foi a 101ª edição da máxima competição francesa de basquetebol masculino, sendo a 35ª edição organizada pela Ligue Nationale de Basket (LNB).
Atualmente a liga recebe patrocínio e namings rights da empresa francesa Betclic, passando a denominar-se Betclic Élite.

## Equipes Participantes
| Equipe               | Localização          | Arena                           | Capacidade |
| -------------------- | -------------------- | ------------------------------- | ---------- |
| Blois                | Blois                | Le Jeu de Paume                 | 2 525      |
| Boulogne-Levallois   | Levallois            | Palais des sports Marcel Cerdan | 2.814      |
| Bourg-en-Bresse      | Bourg-en-Bresse      | Ekinox                          | 3.548      |
| Cholet Basket        | Cholet               | La Meilleraie                   | 5.191      |
| Dijon                | Dijon                | Palácio de Esportes de Dijon    | 5.000      |
| Fos-sur-Mer          | Fos-sur-Mer          | Complexo Esportivo Parsemain    | 2.000      |
| Gravelines-Dunkerque | Gravelines           | Sportica                        | 3.500      |
| Le Mans              | Le Mans              | Antarès                         | 6.000      |
| Le Portel            | Le Portel            | Le Chaudron                     | 3.500      |
| Limoges              | Limoges              | Beaublanc                       | 6.000      |
| Lyon-Villeurbanne    | Villeurbanne         | Astroballe                      | 5.556      |
| Monaco               | Fontvieille (Mónaco) | Salle Gaston Médecin            | 5.000      |
| Nancy                | Nancy                | Palais des Sports Jean Weille   | 6 027      |
| Nanterre             | Nanterre             | Palácio de Esportes de Nanterre | 3.000      |
| Paris                | Paris                | Halle Georges Carpentier        | 5.000      |
| Pau-Lacq-Orthez      | Pau                  | Palácio de Esportes de Pau      | 7.707      |
| Roanne               | Roanne               | Halle André Vacherresse         | 4.989      |
| Strasbourg           | Estrasburgo          | Rhénus Sport                    | 6.200      |

 Equipes promovidas da LNB ProB na temporada 2021-22.

## Formato de Competição
Disputa-se Temporada Regular com as equipes enfrentando-se em casa e fora de casa, apurando os oito melhores que disputam os playoffs e os dois piores classificados são rebaixados para a ProB.

## Primeira Fase

### Calendário Temporada Regular
Resultados extraídos de lnb.fr/elite/game-center>"Filtre par saison>2022/23.
| Casa\Visitante       | BLO    | BLG    | BRE     | CHO    | DIJ    | FOS    | GRA    | LEM     | LEP   | LIM    | LYO   | MON    | NCY   | NAN    | PAR     | PAU    | ROA     | STR    |
| -------------------- | ------ | ------ | ------- | ------ | ------ | ------ | ------ | ------- | ----- | ------ | ----- | ------ | ----- | ------ | ------- | ------ | ------- | ------ |
| Blois                |        | 78-77  | 96-98   | 74-79  | 74-107 | 75-70  | 89-92  | 72-68   | 74-79 | 68-95  | 86-82 | 102-76 | 75-78 | 71-73  | 91-79   | 107-93 | 96-85   | 74-79  |
| Boulogne-Levallois   | 113-88 |        | 93-82   | 92-87  | 93-86  | 96-85  | 80-68  | 89-83   | 92-82 | 78-69  | 84-83 | 82-95  | 93-87 | 92-85  | 93-85   | 82-59  | 84-102  | 93-80  |
| Bourg-en-Bresse      | 101-57 | 91-95  |         | 68-87  | 69-75  | 69-68  | 90-81  | 86-81   | 76-71 | 98-75  | 82-85 | 90-88  | 89-83 | 93-81  | 102-99  | 92-77  | 100-102 | 74-69  |
| Cholet Basket        | 86-82  | 69-68  | 99-88   |        | 107-79 | 73-70  | 76-64  | 83-103  | 77-85 | 81-74  | 91-89 | 88-89  | 94-73 | 80-86  | 63-79   | 93-83  | 81-74   | 84-79  |
| Dijon                | 91-77  | 94-103 | 90-83   | 102-82 |        | 95-97  | 95-85  | 100-110 | 87-76 | 75-69  | 95-90 | 65-80  | 90-84 | 79-71  | 99-88   | 80-68  | 101-96  | 100-92 |
| Fos-sur-Mer          | 77-73  | 82-83  | 75-86   | 81-78  | 66-100 |        | 63-69  | 71-68   | 79-77 | 73-77  | 74-80 | 53-97  | 89-53 | 87-84  | 65-72   | 83-75  | 83-87   | 87-65  |
| Gravelines-Dunkerque | 88-101 | 85-73  | 73-69   | 92-78  | 71-69  | 83-58  |        | 82-74   | 79-73 | 62-50  | 74-68 | 67-73  | 88-93 | 93-56  | 76-86   | 70-58  | 96-101  | 85-69  |
| Le Mans              | 100-85 | 89-94  | 87-90   | 90-82  | 96-81  | 101-83 | 108-86 |         | 99-73 | 77-71  | 79-80 | 81-90  | 96-82 | 88-74  | 97-90   | 97-75  | 100-75  | 74-78  |
| Le Portel            | 88-74  | 78-77  | 71-73   | 86-71  | 89-75  | 97-70  | 76-79  | 71-75   |       | 84-68  | 82-85 | 89-81  | 80-84 | 77-66  | 84-71   | 78-70  | 84-95   | 82-71  |
| Limoges              | 79-98  | 84-83  | 76-68   | 65-82  | 81-77  | 87-75  | 78-61  | 62-69   | 81-79 |        | 82-71 | 83-76  | 82-76 | 93-105 | 107-100 | 81-89  | 90-104  | 76-93  |
| Lyon-Villeurbanne    | 102-77 | 86-69  | 102-84  | 98-69  | 99-60  | 94-65  | 83-74  | 91-95   | 86-68 | 103-86 |       | 63-72  | 80-64 | 88-73  | 94-60   | 91-79  | 96-78   | 78-72  |
| Monaco               | 88-70  | 87-68  | 98-94   | 94-86  | 84-95  | 98-83  | 95-85  | 95-101  | 99-78 | 80-84  | 97-78 |        | 83-79 | 108-87 | 103-81  | 83-77  | 109-85  | 89-98  |
| Nancy                | 97-75  | 78-92  | 82-96   | 83-80  | 78-91  | 79-65  | 82-55  | 100-80  | 79-73 | 87-78  | 83-84 | 76-89  |       | 82-87  | 83-87   | 88-81  | 103-102 | 80-72  |
| Nanterre             | 78-70  | 72-82  | 84-85   | 78-84  | 68-88  | 93-88  | 103-95 | 74-85   | 83-87 | 87-70  | 61-82 | 75-78  | 81-75 |        | 97-83   | 85-64  | 85-81   | 71-81  |
| Paris                | 99-104 | 71-91  | 82-78   | 66-75  | 85-95  | 100-97 | 98-96  | 104-88  | 85-77 | 88-81  | 69-86 | 91-95  | 99-91 | 85-79  |         | 97-101 | 120-107 | 115-84 |
| Pau-Lacq-Orthez      | 80-83  | 76-78  | 87-79   | 85-81  | 76-64  | 74-63  | 91-80  | 89-85   | 84-89 | 81-62  | 87-83 | 72-94  | 73-83 | 71-80  | 74-79   |        | 77-85   | 83-80  |
| Roanne               | 90-94  | 102-77 | 108-111 | 98-72  | 81-88  | 89-93  | 111-70 | 105-92  | 79-68 | 88-87  | 89-83 | 74-85  | 98-95 | 84-85  | 110-115 | 75-94  |         | 88-92  |
| Strasbourg           | 85-95  | 84-81  | 89-80   | 90-92  | 93-75  | 80-76  | 90-91  | 92-89   | 80-74 | 71-73  | 67-83 | 75-87  | 79-69 | 90-62  | 96-76   | 90-70  | 91-83   |        |

### Classificação Fase Regular
Classificação extraída de lnb.fr/elite/classement>"Filtre par saison>2022/23.
| Pos. | Clube                | %V    | Jogos | Jogos | Jogos | Pontos | Pontos | %P+  | %P-  | Classificação           |
| Pos. | Clube                | %V    | J     | V     | D     | P+     | P-     | %P+  | %P-  |                         |
| ---- | -------------------- | ----- | ----- | ----- | ----- | ------ | ------ | ---- | ---- | ----------------------- |
| 1    | Monaco               | 76.5% | 34    | 26    | 8     | 3035   | 2755   | 89.3 | 81.0 | Playoffs                |
| 2    | Boulogne-Levallois   | 67.7% | 34    | 23    | 11    | 2827   | 2727   | 83.1 | 80.2 | Playoffs                |
| 3    | Lyon-Villeurbanne    | 64.7% | 34    | 22    | 11    | 2926   | 2627   | 86.1 | 77.3 | Playoffs                |
| 4    | Dijon                | 61.8% | 34    | 21    | 13    | 2943   | 2861   | 86.6 | 84.1 | Playoffs                |
| 5    | Bourg-en-Bresse      | 55.9% | 34    | 19    | 15    | 2914   | 2866   | 85.7 | 84.3 | Playoffs                |
| 6    | Le Mans              | 55.9% | 34    | 19    | 15    | 2917   | 2781   | 85.8 | 81.8 | Playoffs                |
| 7    | Cholet Basket        | 52.9% | 34    | 18    | 16    | 2790   | 2807   | 82.1 | 82.6 | Playoffs                |
| 8    | Strasbourg           | 50%   | 34    | 17    | 17    | 2796   | 2.789  | 82.2 | 82.0 | Playoffs                |
| 9    | Paris                | 47.1% | 34    | 16    | 18    | 2899   | 2.966  | 85.3 | 87.2 |                         |
| 10   | Gravelines-Dunkerque | 47.1% | 34    | 16    | 18    | 2695   | 2.757  | 79.3 | 81.1 |                         |
| 11   | Roanne               | 44.1% | 34    | 15    | 19    | 3111   | 3.097  | 91.5 | 91.1 |                         |
| 12   | Le Portel            | 44.1% | 34    | 15    | 19    | 2705   | 2.704  | 79.6 | 79.5 |                         |
| 13   | Nanterre             | 41.2% | 34    | 14    | 20    | 2635   | 2.751  | 77.5 | 80.9 |                         |
| 14   | Nancy                | 41.2% | 34    | 14    | 20    | 2789   | 2.856  | 82.0 | 84   |                         |
| 15   | Limoges              | 41.2% | 34    | 14    | 20    | 2656   | 2787   | 78.1 | 82.0 |                         |
| 16   | Blois                | 41.2% | 34    | 14    | 20    | 2805   | 2952   | 82.5 | 86.8 |                         |
| 17   | Pau-Lacq-Orthez      | 35.3% | 34    | 12    | 22    | 2673   | 2820   | 78.6 | 82.9 | Rebaixados para a Pro B |
| 18   | Fos-sur-Mer          | 29.4% | 34    | 10    | 24    | 2594   | 2807   | 76.3 | 82.6 | Rebaixados para a Pro B |

## Playoffs

### Quartas de final
| Time 1             | Série | Time 2          | 1º Jogo  | 2º Jogo | 3º Jogo |
| ------------------ | ----- | --------------- | -------- | ------- | ------- |
| Monaco             | 2 - 0 | Strasbourg      | 88 - 84  | 85 - 83 | -       |
| Dijon              | 0 - 2 | Bourg-en-Bresse | 73 - 79  | 90 - 92 | -       |
| Boulogne-Levallois | 2 - 1 | Cholet Basket   | 93 - 80  | 80 - 83 | 81 - 69 |
| Lyon-Villeurbanne  | 2 - 0 | Le Mans         | 103 - 73 | 66 - 63 | -       |

### Semifinal
| Time 1             | Série | Time 2            | 1º Jogo | 2º Jogo  | 3º Jogo | 4º Jogo | 5º Jogo |
| ------------------ | ----- | ----------------- | ------- | -------- | ------- | ------- | ------- |
| Monaco             | 3 - 0 | Bourg-en-Bresse   | 96 - 79 | 105 - 99 | 85 - 71 | -       | -       |
| Boulogne-Levallois | 3 - 1 | Lyon-Villeurbanne | 75 - 69 | 86 - 83  | 59 - 86 | 71 - 69 | -       |

### Final
| Time 1 | Série | Time 2             | 1º Jogo | 2º Jogo | 3º Jogo | 4º Jogo | 5º Jogo |
| ------ | ----- | ------------------ | ------- | ------- | ------- | ------- | ------- |
| Monaco | 3 - 0 | Boulogne-Levallois | 87 - 64 | 95 - 88 | 92 - 85 | -       | -       |

### Premiação
| Betclic Élite 2022-23 |
| --------------------- |
| Monaco 1º título      |

## Clubes franceses em competições europeias
| Clube             | Competição        | Resultado                                                                                 |
| ----------------- | ----------------- | ----------------------------------------------------------------------------------------- |
| Lyon-Villeurbanne | EuroLiga          | Eliminado - como 18º colocado na Temporada regular com 8 vitórias e 26 derrotas           |
| Monaco            | EuroLiga          | Terceiro colocado                                                                         |
| Paris             | EuroCopa          | Eliminado - nas Quartas de finais para o Gran Canaria (74-104)                            |
| Bourg-en-Bresse   | EuroCopa          | Eliminado - nas Oitavas de finais para Promitheas Patras por 75 - 89                      |
| Strasbourg        | Liga dos Campeões | Eliminado - nas Quartas de finais para Telekom Baskets Bonn por 1-2 (77-76, 66-76, 77-83) |
| Limoges           | Liga dos Campeões | Eliminado - como 4º colocado no Gr. K com 1 vitória e 5 derrotas                          |
| Dijon             | Liga dos Campeões | Eliminado - como 3º colocado no Gr. I com 2 vitórias e 4 derrotas                         |
| Cholet Basket     | Copa Europeia     | Finalista                                                                                 |

## Rebaixamento para aLNB Pro B
- Pau-Lacq-Orthez, Fos-sur-Mer[18]